# حرف جر
حروف الجر في اللغة العربية هي أحد أنواع حروف المعاني العاملة (أي أنها تغير من إعراب الجملة عند دخولها عليها) المختصة بالأسماء، كبقية حروف العربية، حروف الجر مبنية دائما أي أن لها حركة واحدة لا تتغير بتغير موقعها من الجملة. حروف الجر حسب ما ذكر ابن مالك في ألفيته واحد وعشرون حرفا مجموعة في البيتين التاليين (ما عدا حرف لولا ويعد نادراً)

## معاني حروف الجر
- من: تفيد التبعيض مثل (خذ من الدراهم) ويمكن التمييز عنه عن طريق وضع بعض بدل ال من أي (خذ بعض الدراهم) والسببية مثل (من اجتهادك احرزت النجاح) وهنا يمكن تمييزها عن طريق وضع بسبب بدل من حيث تصبح (بسبب اجتهادك احرزت النجاح). وايضا افادة التوكيد وتكون معه زائدة وشروط استعمالها هنا ان تسبق 1_بنفي2_ أو استفهام، ويكون مجرورها نكرة مثل (ماغاب من تلميذ) فتلميذ مجرور لفظا مرفوع محلا لانه فاعل وابتداء الغاية مثل (صمت من الفجر إلى المساء): في غير الزمان كثيرا، وفي الزمان قليلا، ولبيان الجنس، وتكون أحيانا زائدة.
- إلى: تفيد انتهاء الغاية في الزمان _وهو أشهر معاني هذا الحرف_ مثل (صمت إلى يوم الخميس). والمكان مثل الاية الكريمة (سبحان الذي اسرى بعبده ليلا من المسجد الحرام إلى المسجد الاقصى) حيث أتت هنا إلى انتهاء غاية، وأيضا أتت من هنا بابتداء غاية «الشرح اعلى». وقد ياتي إلى أيضا للمصاحبة مثل (من قعد عن طلب الرزق فقد ضر أهله إلى نفسه).
- عن: تفيد المجاوزة والبَعدية.
- على: تفيد الاستعلاء_وهو أكثر معانيها استعمالا_ الحسي مثل (لا تجلسوا على ظهر الطريق) أي أن الجلوس هنا كان على الطريق وهو حسي لان الطريق لا يحتوي على ظهر! أو الاستعلاء المعنوي مثل (وضعت القلم على الطاولة). وأيضا على الظرفية كقوله تعالى (ودخل المدينة على حين غفلة من أهلها). وأيضا التعليل كقولك (اشكر المحسن على إحسانه) أي لإحسانه، وتفيد المصاحبة كقولك ( البر الحق أن تنفق المال على حبك له وحاجتك إليه) أي مع حبك له، وأيضا من معانيها تاتي بمعنى من كقوله (الذين إذا اكتالوا على الناس يستوفون).

- في: تفيد الظرفية مكانية أو زمانية وتفيد التعليل.
- حرف الباء: يفيد السببية، والإلصاق الحقيقي أو المجازي، والاستعانة.
- حرف اللام: يفيد الاختصاص كقولنا (الحمد لله) فكل ما بعد اللام مختص بالحدث فقد اختص الحمد بالله والجنه والتعليل كقول امرئ القيس (يوم عقرت للعذارى مطيتي) فقد عقر _ أي ذبح_ امرؤ القيس راحلته لاجل العذارى. وأيضا تفيد التمليك كقولنا (وهبت لزيد كتبا كثيرة) فالكتب صارت ملكا لزيد بالهبة.
- حرف الكاف: تكون جارة ولها عدة معان هي: التشبيه كقولنا زيد كالأسد. أفادت تشبيه زيد بالأسد ويكون مجروراً. والتعليل كقوله تعالى (واذكروه كما هداكم) أي اذكروا الله لأنه هداكم لما أنتم فيه من خير (ما المصدرية + الفعل هدى) في محل جر والتقدير كهدايته لكم.

```
والتوكيد كقوله تعالى (ليس كمثله شيء) فاذا رفعنا الكاف صارت ليس مثله شيء وإذا ادخلناها صارت اقوى لأنها توكيد.
```

- حتى: تفيد الانتهاء حتى.
- حرفي التاء والواو: يفيدان القسم (التاء خاص بلفظ الجلالة أما الواو فلكل مقسم به).
- مذ ومنذ: يفيدان ابتداء الغاية في الزمان أو المكان أو تكونان بمعنى في.
- رُب: تفيد التقليل أو التكثير.
- تشترك جميع حروف الجر في إفادتها التعدية إلى جانب معانيها الأخرى وقد تستقل بهذا الغرض فلا تفيد معنى سواه.

## إعراب حروف الجر
حروف الجر غير معربة في اللغة العربية، فهي مبنية دائما،، أي أن حركتها لا تتغير بتغيُّر موقعها في الجملة. وتجر حروف الجر الأسماء التي ترتبط بها، فيُعرَب الاسم بعدها في هذه الحالة اسمًا مجرورًا بحرف الجر، وعلامة جرِّه تكون الكسرة الظاهرة أو المقدرة في الأسماء المفردة وجمع المؤنث السالم وجمع التكسير، والياء في جمع المذكر السالم والمثنى، والفتحة في الأسماء الممنوعة من الصرف.